# جوناثان ألفيس
جوناثان ألفيس (بالإسبانية: Jonathan Álvez) هو لاعب كرة قدم أوروغواياني في مركز الهجوم، ولد في 31 مايو 1988 في Vichadero ‏ في الأوروغواي. لعب مع أتلتيكو ناسيونال وفيتوريا دي غيماريش ومونتيفيديو سيتي توركي ونادي أمريكا ونادي تيخوانا ونادي دانوبيو.

## وصلات خارجية
- جوناثان ألفيس على موقع قاعدة بيانات كرة القدم.إي يو (الإنجليزية)
- جوناثان ألفيس على موقع Soccerway.com (الإنجليزية)
- جوناثان ألفيس على موقع AS.com (الإسبانية)